# Flagge Südafrikas
Die Flagge Südafrikas wurde am 20. April 1994 in der Government Gazette der Republik Südafrika vorgestellt und am 27. April 1994 offiziell angenommen. Sie löste die auch als Oranje, Blanje, Blou bekannte Flagge ab, die als ein Symbol der Apartheid angesehen wird und deren Nutzung in der Öffentlichkeit in Südafrika seit 2019 als Hate Speech verboten ist.
Die neue Flagge wurde im März 1994 vom damaligen südafrikanischen Staatsheraldiker Frederick Brownell entworfen und mit Beginn der Parlamentswahl 1994 angenommen. Sie wurde ausgewählt, um Südafrikas Übergang zur Demokratie nach dem Ende der Apartheid zu symbolisieren. In Anbetracht der inneren kontroversen Verhältnisse seit der kolonialen Geschichte Südafrikas ist der Konsens zur Flagge außergewöhnlich und ließ sie zu einem herausragenden nationalen Symbol werden.

## Entwurf

### Vexillologische Beschreibung

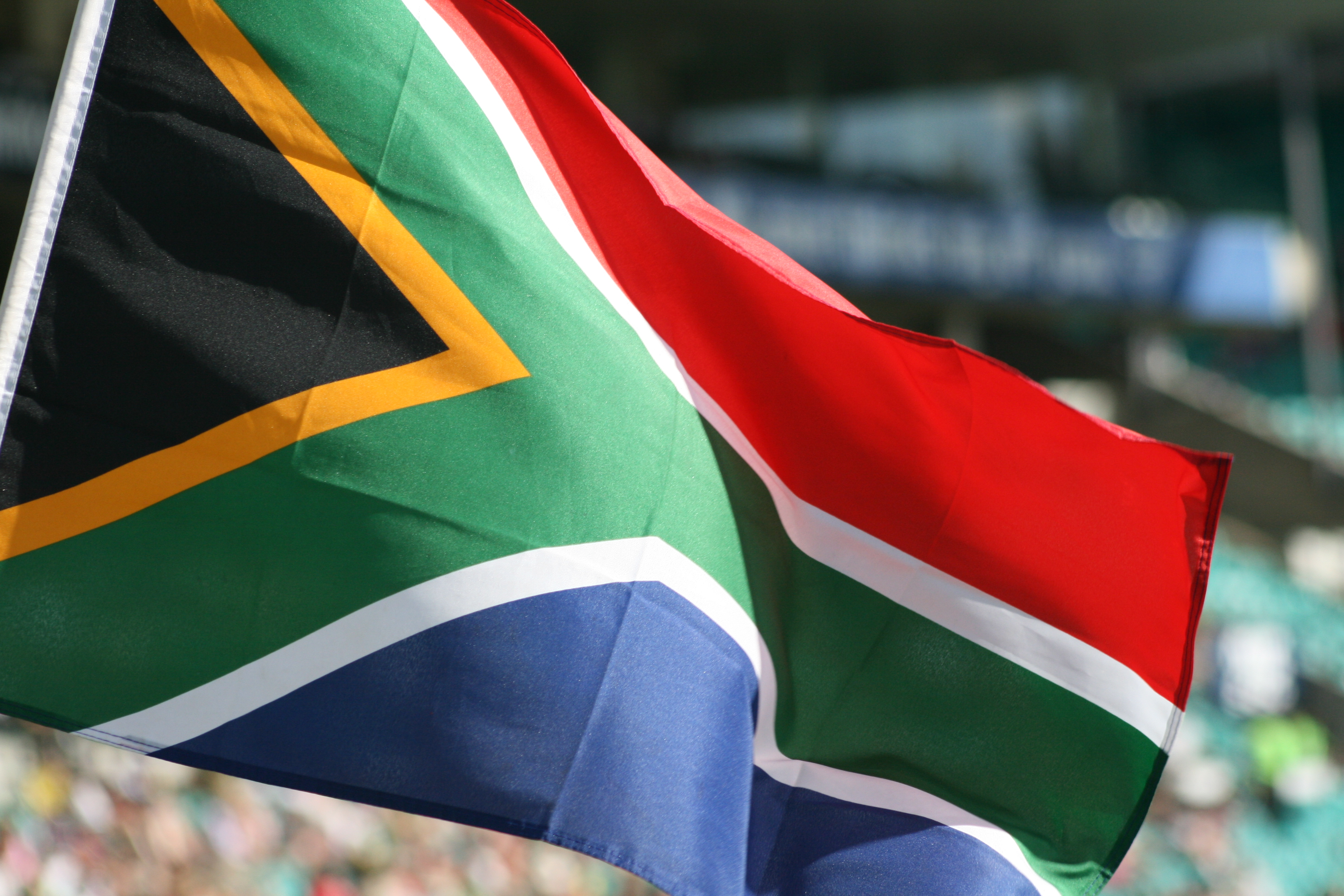
Die Flagge während einer Sportveranstaltung im Sydney Cricket Ground, 2009

Die Flagge ist rechteckig und verfügt über zwei gleich große Streifen in Rot (oben) und Blau (unten), die durch einen grünen Streifen in der Mitte voneinander getrennt werden. Der grüne Streifen verteilt sich in Richtung Flaggenmast in eine waagerechte V-Form, wobei die beiden Schenkel jeweils an einer Ecke zum Flaggenmast hin enden. Zwischen den beiden grünen Schenkeln befindet sich ein schwarzes Dreieck, das durch goldene Streifen begrenzt wird. Der rote und der blaue Streifen werden durch weiße Streifen vom grünen Streifen getrennt. Die Streifen am Flugteil haben ein Verhältnis von 5:1:3:1:5.
Die Flagge Südafrikas wird in der Verfassung Südafrikas, Chapter 14 Schedule 1 – National Flag, folgendermaßen beschrieben:
1. Die Flagge ist rechteckig und eineinhalb Mal so lang, wie sie breit ist.
2. Sie ist schwarz, golden, grün, weiß, chilirot und blau.
3. Sie hat einen grünen V-förmigen Streifen, der ein Fünftel der Breite der Flagge ist. Die Mittelstreifen reichen von der obersten und untersten Ecke vom Flaggenmast, vereinen sich in der Mitte der Flagge und streben von da in horizontaler Richtung mittig zum Flugteil hin.
4. Der grüne Streifen ist oben und unten weiß umrahmt und zum Flaggenmast hin golden umrahmt. Jede Umrahmung ist ein Fünfzehntel der Breite der Flagge.
5. Das Dreieck am Flaggenmast ist schwarz.
6. Der obere horizontale Streifen ist chilirot und der untere blau. Beide Streifen sind je ein Drittel der Breite der Flagge.

### Symbolik
Der Entwurf und die Farben spiegeln Elemente aus der Flaggengeschichte Südafrikas wider. Drei der Flaggenfarben (rot, weiß und blau) wurden den früheren Flaggen des Landes entlehnt und stehen symbolisch für die niederländischen und britischen Flaggentraditionen in Südafrika. Grün wurde im 19. Jahrhundert erstmals in der Vierkleur Transvaals verwendet (1857), während die Flagge der Burenrepublik Goshen (1882) einen schwarzen Streifen verwendete. Gelb/gold wird zusammen mit grün oft im südafrikanischen Sportgeschehen verwendet. Dementsprechend sind gelb/gold und grün die nationalen Sportfarben Südafrikas und werden unter anderem von den Nationalmannschaften (genannt werden die „großen drei“) im Fußball (Bafana-Bafana und Banyana-Banyana), Cricket (Proteas) und Rugby Union (Springboks) verwendet. Neben der Flagge des Südsudan ist die Flagge Südafrikas die einzige, die sechs verschiedene Farben verwendet (ohne Schattierungen derselben Farbe). Für die Flaggenfarben gibt es keine offizielle Bedeutung. Drei Farben der Flagge (rot, weiß und blau) stammen von den Flaggen der beiden Burenrepubliken und des Union Jacks in der Mitte der alten Flagge und die anderen drei Farben (schwarz, grün und gold) von der Flagge des ANC (der wichtigsten Partei im Widerstand gegen die Apartheid). Die V-Form symbolisiert den neuen Weg Südafrikas in eine zukünftige gemeinsame Nation bzw. den Zusammenfluss der Gegenwart und der Vergangenheit.

### Design
Die Flagge wurde von Frederick Brownell, dem damaligen Staatsheraldiker Südafrikas, entworfen.

### Farben
Das Farbschema ist wie folgt:
| Farbschema  | Grün | Grün                  | Schwarz | Schwarz               | Weiß | Weiß                             | Gelb | Gelb                   | Rot | Rot                    | Blau | Blau                             |
| ----------- | ---- | --------------------- | ------- | --------------------- | ---- | -------------------------------- | ---- | ---------------------- | --- | ---------------------- | ---- | -------------------------------- |
| Pantone     |      | 3415 c                |         |                       |      |                                  |      | 1235 c                 |     | 179 c                  |      | Reflex blue c                    |
| RGB         |      | 0-124-89              |         | 0-0-0                 |      | 255-255-255                      |      | 252-181-20             |     | 226-61-40              |      | 12-28-140                        |
| CMYK        |      | C100-M0-Y28.23-K51.37 |         | C0-M0-Y0-K100         |      | C0-M0-Y0-K0                      |      | C0-M28.17-Y92.06-K1.18 |     | C0-M73.01-Y82.3-K11.37 |      | C91.43-M80-Y0-K45.1              |
| Hexadezimal |      | 007C59                |         | 000000                |      | FFFFFF                           |      | FCB514                 |     | E23D28                 |      | 0C1C8C                           |
| Textilfarbe |      | CKS 42 c Spektrumgrün |         | CKS 401 c Blauschwarz |      | CKS 701 c Nationales Flaggenweiß |      | CKS 724 c Goldgelb     |     | CKS 750 c Chilirot     |      | CKS 762 c Nationales Flaggenblau |

## Geschichte

### Bis 1902
Die nach dem Großen Treck der Buren in Transvaal gegründete Südafrikanische Republik hatte eine vierfarbige Flagge, die auf Afrikaans den Beinamen Vierkleur trug. Sie hatte drei waagerechte Streifen in rot-weiß-blau, was der Flagge der Niederlande entsprach, und liekseitig (zum Mast hin) einen grünen senkrechten Streifen. Diese Flagge wurde von 1857 bis 1874, erneut von 1875 bis 1877 und von 1881 bis 1902 verwendet. Während der Präsidentschaft Thomas François Burgers’ wurde stattdessen 1874/75 die Burgers Flag (oder Kruisvlag) verwendet, die ein rotes Andreaskreuz mit weißem Rand auf blauem Grund zeigt. Nach der Niederlage der Republik im Zweiten Burenkrieg wurde in der britischen Transvaal-Kolonie eine Blue Ensign eingeführt. Diese wurde auf der Flugseite um eine Scheibe ergänzt, die einen liegenden Löwen in einer Veldlandschaft zeigt.
Eine weitere Burenrepublik, der Oranje-Freistaat, hatte von 1857 bis 1902 eine Flagge mit sieben weiß-orangefarbenen Streifen (beginnend mit weiß), mit der niederländischen Flagge (rot-weiß-blau) in der Gösch. Nach der Eroberung durch die Briten wurde auch hier, in der Oranjefluss-Kolonie, eine Blue Ensign eingeführt mit einem Springbock auf flugseitiger Scheibe als Unterscheidungszeichen.

Frühere Flaggen unter niederländischer Hoheit
Flagge der Niederländischen Kapkolonie; Flagge der Niederländischen Ostindien-Kompanie (1602–1795)
Jan van Riebeecks Flagge: die Niederländische Prinzenflagge (1652)
Flagge der Batavischen Republik: die Niederländische Staatsflagge (1803–1806)
Gösch der Batavischen Republik (1803–1806)

Flaggen der Burenrepubliken
Flagge des Oranje-Freistaates (1854–1902)
Flagge der Südafrikanischen Republik (1857–1874, 1875–1877 und 1881–1902)
Flagge unter der Präsidentschaft Thomas François Burgers’ (1874–1875)

### 1902–1910
Nach dem Zweiten Burenkrieg (1899–1902) und der Gründung der Südafrikanischen Union 1910 wurde die Flagge des Vereinigten Königreiches als Flagge der Union verwendet. Auf See wurden die britischen Blue und Red Ensigns mit dem südafrikanischen Wappen als Unterscheidungszeichen verwendet. Sie wurden jedoch nicht als Nationalflagge, sondern als Handelsflagge und Dienstflagge zur See verwendet, während vor allem die Red Ensign als inoffizielle Nationalflagge betrachtet wurde.

Flaggen der Britischen Kolonien
Flagge der Kapkolonie (1876–1910)
Flagge der Oranjefluss-Kolonie (1904–1910)
Flagge der Transvaal-Kolonie (1904–1910)
Flagge der Kolonie Natal (1875–1910)

### 1910–1928
Als die Südafrikanische Union 1910 innerhalb des Britischen Weltreiches gegründet wurde, war der Union Jack die einzige offizielle Flagge Südafrikas. Auf See wurden die Blue und Red Ensigns der Briten mit dem südafrikanischen Wappen als Unterscheidungszeichen verwendet. Ein neues Wappen wurde im September desselben Jahres entworfen und Admiralitätsbefehle wurden im Dezember veröffentlicht, in denen der Gebrauch des Wappens auf einer Red Ensign zugelassen wurde. Obwohl die Flagge für Gebrauch auf See bestimmt war, wurde die Red Ensign Südafrikas, wie in anderen Kolonien und Dominions des Britischen Weltreiches, auf Land als De-facto-Nationalflagge verwendet. 1912 wurde die Red Ensign per königlichem Befehl umgestaltet, um das Wappen auf eine weiße Scheibe zu platzieren, da laut einer Regel im Admiralty Flag Book Wappen auf einer weißen Scheibe platziert werden müssen, wenn eine Farbe des Wappens mit dem Feld einer Flagge identisch ist. 1915 hisste Louis Botha laut Überlieferung die Red Ensign Südafrikas nach der Eroberung Deutsch-Südwestafrikas im Rahmen des Ersten Weltkrieges in Südwestafrika in Windhoek. Die Red Ensign wurde wohl manchmal auf Regierungsgebäuden gehisst und die Blue Ensign bei südafrikanischen Vertretungen im Ausland. Die Red Ensign Südafrikas war weder unter den südafrikanischen Briten noch unter den Buren beliebt. Die Buren lehnten sie ab, da sie den Union Jack zeigte und die südafrikanischen Briten lehnten die Flagge ab, da sie nicht ausschließlich den Union Jack zeigte. Die Red Ensign Südafrikas wurde daraufhin nicht mehr als De facto-Flagge Südafrikas verwendet, blieb aber bis 1951 als Handelsflagge zur See in Gebrauch.

Südafrikanische Ensigns
Red Ensign der Südafrikanischen Union (1910–1912)
Blue Ensign der Südafrikanischen Union (1910–1912)
Red Ensign der Südafrikanischen Union (1912–1928; Handelsflagge zur See bis 1951)
Alternativer Entwurf der Red Ensign der Südafrikanischen Union mit dem vollständigen Wappen Südafrikas auf einer weißen Scheibe

### 1928–1994

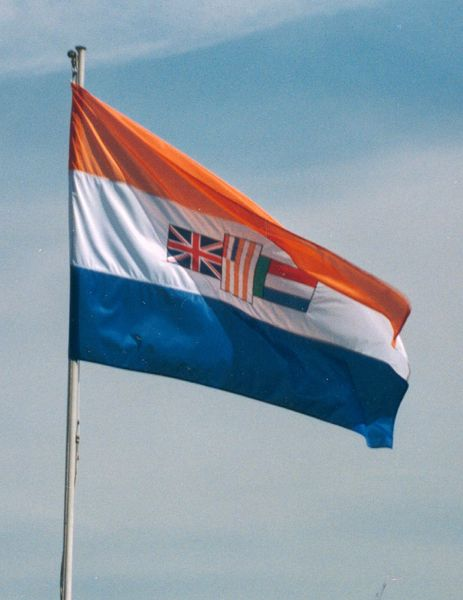
Die frühere Flagge Südafrikas (1928–1994)

Ab 1925 begannen sich Südafrikaner für eine eigene Flagge der Südafrikanischen Union einzusetzen. Deren Gedanke entwickelte sich vor dem Hintergrund, dass die Regierung von Barry Hertzog eine eigenständige südafrikanische Identität als politisches Ziel sah, die frei von britischem Einfluss sein sollte. Proteste von Befürwortern des Union Jack gewannen seit 1925 mit der Einbringung eines diesbezüglichen Gesetzesentwurfs an Nachdruck. Daraufhin beauftragte die Regierung ein  zentrales Flaggenkomitee mit der Sammlung von Entwürfen. Dessen Bericht konnte jedoch erst 1927 vorgelegt werden, worin vorgeschlagen wurde, dass die Flagge wie die damalige von Prinz Wilhelm I. von Oranien aus drei gleich großen horizontalen Streifen in orange, weiß und blau bestehen sollte. Diese Entwurfsfassung war mit der Flagge der Niederländischen Ostindien-Kompanie am Kap identisch. Sie wird auch Van-Riebeeck-Flagge oder Prinzenflagge genannt. Im Zentrum befand sich die vertikal hängende Flagge des Oranje-Freistaates. Beiderseits waren waagerecht Richtung Flaggenmast der Union Jack, wie er 1927 bestand, und ebenfalls waagerecht der Vierfarb der Südafrikanischen Republik Richtung Flugteil. In dieser Anordnung genossen die drei Miniaturflaggen die gleiche Priorität.
Die Regierung beschloss einen weiteren Kompromiss: In Südafrika würde es künftig zwei Nationalflaggen geben, die neue und den Union Jack. Der Innenminister, der den Gesetzentwurf vorlegte, Daniel François Malan, erklärte dies folgendermaßen: „Union nationals must also be British subjects, a smaller circle within a larger one“ (dt.: „Staatsbürger der Union müssen auch britische Untertanen sein, ein kleinerer Kreis innerhalb eines großen“). Der Union Nationality & Flag Act, das Nationalitäts- und Flaggengesetz (Nr. 40 von 1927) wurde mit großer Mehrheit angenommen. Die neue Flagge wurde am 31. Mai 1928 erstmals gehisst. Da die Miniaturflagge des Oranje-Freistaates wiederum eine Miniatur der Flagge der Niederlande abbildete, war die südafrikanische die einzige Flagge weltweit mit einer Flagge auf einer Flagge auf einer Flagge.
Die Wahl der Prinzenflagge als Flaggenbasis war ein Kompromiss, da es sich um die erste Flagge auf südafrikanischem Boden und eine politisch neutrale Flagge handelte (die Flagge wurde von keinem Land verwendet). Ein weiterer Aspekt des Kompromisses war, dass der Union Jack weiterhin eine offizielle Flagge bleiben würde. Südafrika war infolgedessen das einzige Land mit zwei Nationalflaggen. Dies änderte sich 1957, als der Union Jack seinen offiziellen Status als südafrikanische Nationalflagge verlor. Die Red Ensign blieb jedoch bis zum 1. Januar 1951 die Handelsflagge Südafrikas.
Nach einem Referendum wurde Südafrika am 31. Mai 1961 zur Republik, die Flagge wurde jedoch weiterhin verwendet, trotz Drucks seitens des Vereinigten Königreiches, den Gebrauch der Flagge einzustellen. Buren forderten ebenso ein Ende der Verwendung des Union Jacks als Flagge Südafrikas. 1968 setzte sich der damalige Ministerpräsident Balthazar Johannes Vorster für die Annahme einer neuen Flagge zum zehnten Jubiläum der Republik 1971 ein, was jedoch nicht geschah.
Im Zuge der Neuordnung des südafrikanischen Staatswesens durch die Verfassung von 1983 (Wirksamkeit ab 1984) wurde die bisherige Flagge beibehalten und in den Sektionen 3 und 4 erneut definiert.
Die Verhandlungen zur Beendigung der Apartheid führten zum Referendum in Südafrika 1992, in dem die Wähler mehrheitlich für die Beendigung der Apartheid stimmten. Das Referendum hatte auch zur Folge, dass der International Rugby Board die Südafrikanische Rugby-Union-Nationalmannschaft wieder für Test Matches zuließ. Der ANC stimmte unter der Bedingung, dass auf die Verwendung der Flagge Südafrikas verzichtet wird, zu. Bei den Olympischen Sommerspielen 1992 nahmen die südafrikanischen Athleten mit einer eigens entworfenen Flagge der South African Sports Confederation and Olympic Committee teil, auch bei den Winterspielen 1994 war eine Sonderflagge in Verwendung. Während des Cricket World Cups 1992, dem ersten für die südafrikanische Cricket-Nationalmannschaft und Südafrikas erste Teilnahme an einem Turnier seit dem Ende der Apartheid überhaupt, nahm man noch mit der alten Flagge Südafrikas teil.

Ehemalige Flaggen Südafrikas
Flagge der Südafrikanischen Union (1928–1961) und der darauffolgenden Republik Südafrika (1961–1994), mit einem dunkleren blau
Die Flagge mit einem helleren „Solway“-Blau, wie es 1982 von der südafrikanischen Regierung festgelegt wurde[34][35]
Olympische Flagge Südafrikas bei den Olympischen Sommerspielen 1992
Olympische Flagge Südafrikas bei den Olympischen Winterspielen 1994

### Flagge seit 1994

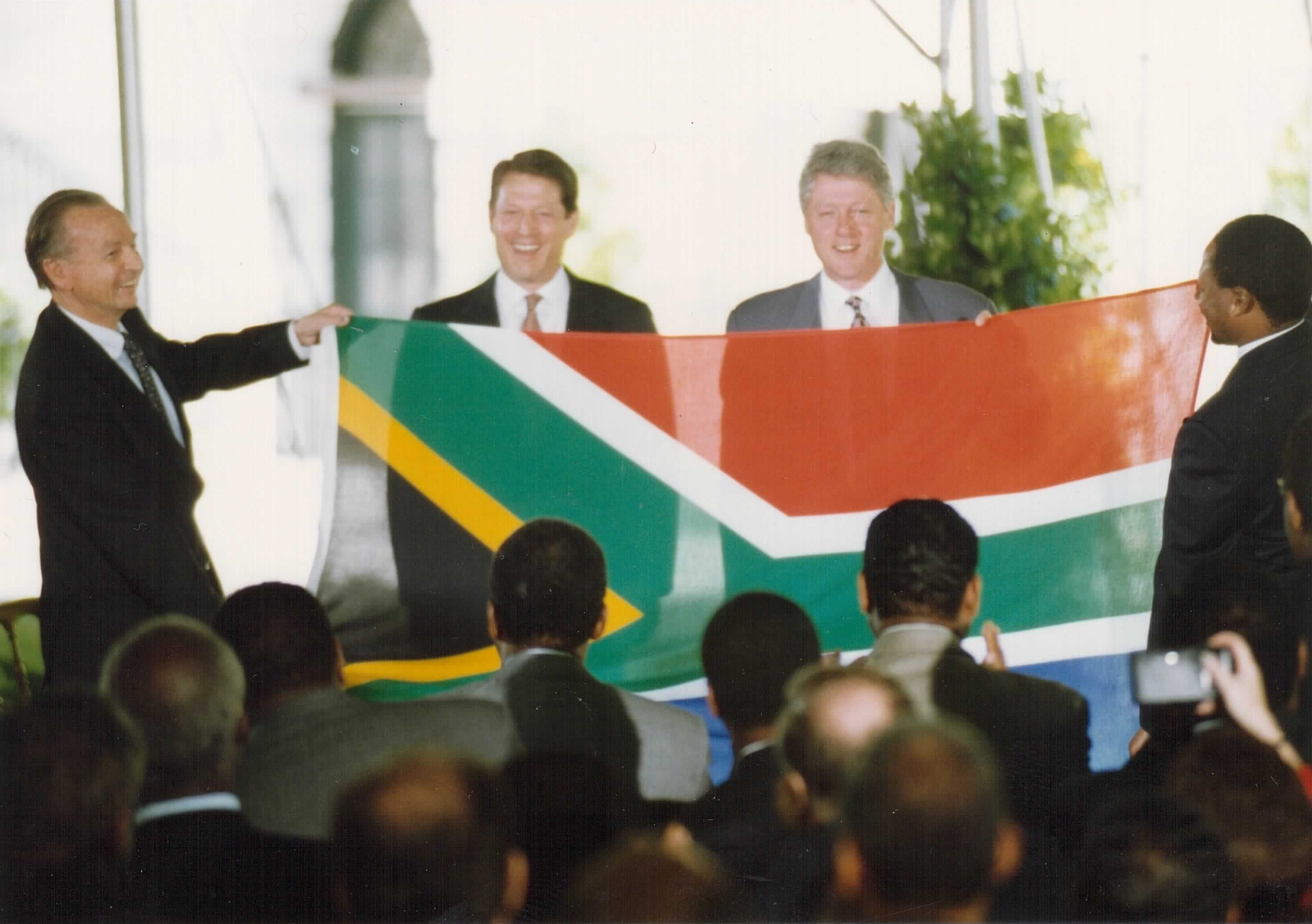
Südafrikas Botschafter in den Vereinigten Staaten, Harry Schwarz, stellt am 6. Mai 1994 die neue Flagge vor

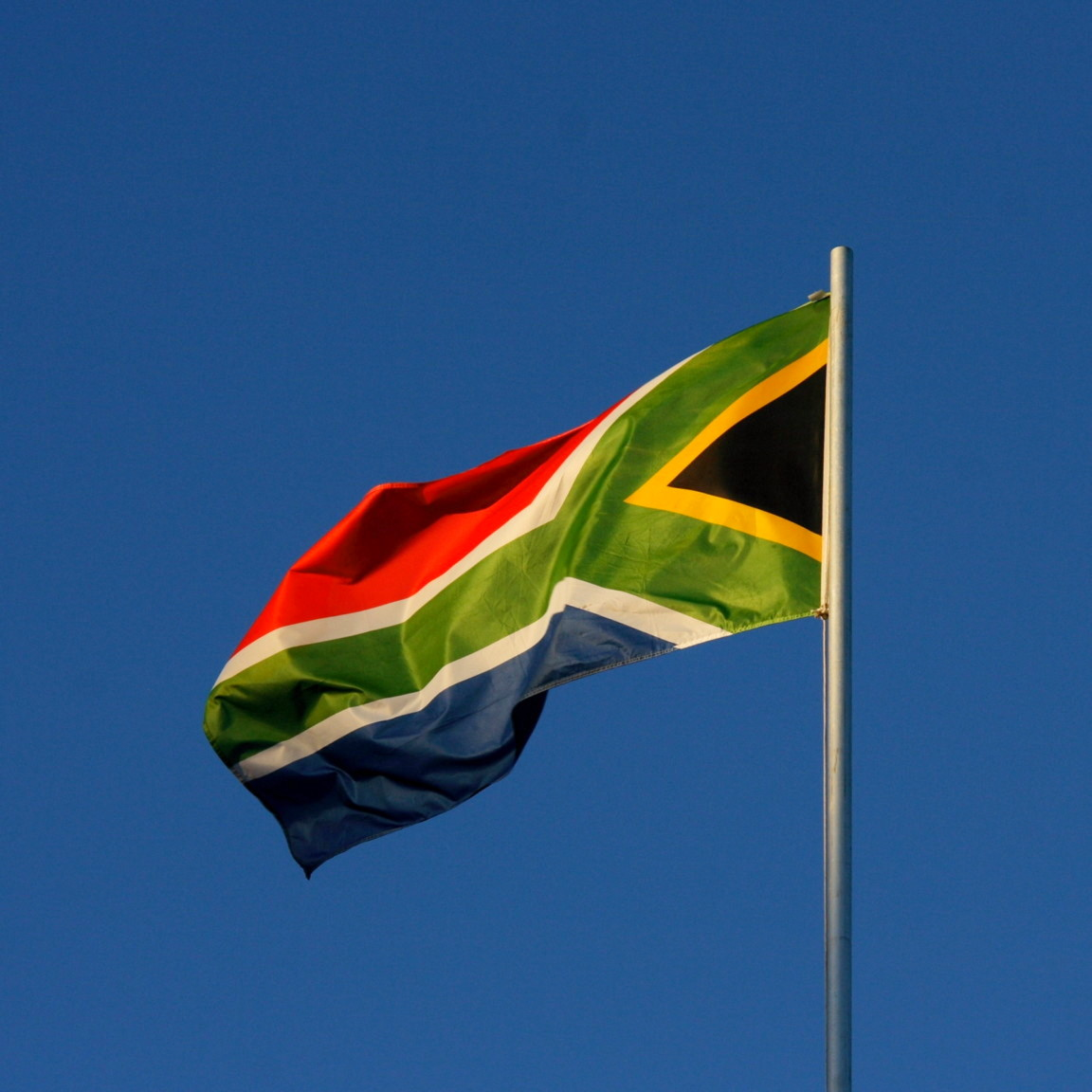
Wehende Flagge Südafrikas

Mit dem Ende der Apartheid bestand das Bedürfnis, die alte Flagge – nach den drei Farben Oranje, Blanje, Blou genannt – wegen ihrer für die die meisten Südafrikaner rassistischen Konnotation zu ersetzen. Die alte Flagge wird seitdem vor allem als ein Symbol für den Afrikaanernationalismus und die Apartheidpolitik wahrgenommen. Die heutige Flagge Südafrikas wurde am 27. April 1994 im Verlaufe der Parlamentswahl erstmals gehisst. Sie sollte ursprünglich als Interimsflagge dienen und wurde erst eine Woche zuvor öffentlich vorgestellt.
Die Annahme einer neuen Flagge und eines Staatswappens war Bestandteil der am 20. Dezember 1991 begonnenen CODESA-Verhandlungen zur Beendigung der Apartheid, woraus auch ein Verhandlungsforum (Negotiating Council) für eine neue Verfassung zwischen der Regierung und Oppositionsgruppen hervorging. Dieses Forum beschloss im August 1993 die Errichtung einer Kommission zur Findung neuer nationaler Symbole. Sie erhielt das Mandat, jeweils vier Vorschläge für eine Staatsflagge und ein Staatswappen dem Verhandlungsforum vorzulegen. Nachdem 1993 landesweit ein Wettbewerb für eine neue Flagge ausgeschrieben worden war, gingen bei der National Symbol Commission mehr als 7000 Vorschläge ein. Mehrere Entwürfe schafften es auf die Auswahlliste und wurden der Öffentlichkeit sowie dem Verhandlungsrat vorgelegt, keiner der Entwürfe empfing jedoch größere Unterstützung. Daraufhin wurden einige Designstudios um weitere Entwürfe gebeten, jedoch wurde auch hiervon keiner weiter unterstützt. Ende 1993 vertagte das Parlament die Angelegenheit, ohne sich auf eine neue Flagge geeinigt zu haben.

Flagge des African National Congress

Im Februar 1994 wurden Cyril Ramaphosa und Roelf Meyer, die jeweiligen Chefunterhändler des African National Congress und der regierenden Nasionale Party, mit der Lösung der Flaggenfrage beauftragt. Ein endgültiger Entwurf wurde am 15. März 1994 angenommen, der vom damaligen Staatsheraldiker Frederick Brownell stammte. Er verbindet die niederländischen Farben Rot, Weiß und Blau mit den Farben des ANC, Schwarz, Grün und Gelb. Mit den sich nähernden Parlamentswahlen wurde interimistisch ein Entwurf Frederick Brownells angenommen und nur sieben Tage vor den Wahlen vorgestellt. Die positiven Reaktionen waren überwältigend. Die neue Nationalflagge wurde am 20. April 1994 vom damaligen südafrikanischen Staatspräsidenten F.W. de Klerk öffentlich vorgestellt, nur sieben Tage vor dem erstmaligen Hissen der Flagge. Die als Interimslösung vorgesehene Flagge wurde am 27. April 1994, dem Tag der Parlamentswahl, erstmals gehisst. Infolge der für das Land bedeutsamen Wahlen wurde Nelson Mandela am 10. Mai 1994 als erster aus freien, allgemeinen, demokratischen Wahlen hervorgegangener Präsident der Republik Südafrika in sein Amt eingeführt. Die Flagge wurde von den meisten Südafrikanern gut aufgenommen, auch wenn eine Minderheit sich dagegen ausgesprochen hatte; hunderte Mitglieder der Afrikaner Volksfront verbrannten vor den Wahlen im April 1994 aus Protest in Bloemfontein die neue Flagge.
Wie in der vorläufigen Verfassung (1993) Südafrikas festgelegt, musste die Flagge für einen Testzeitraum von fünf Jahren verwendet werden. Danach sollte darüber beschlossen werden, ob die Nationalflagge für den endgültigen Verfassungsentwurf geändert werden sollte oder nicht. Die verfassungsgebende Versammlung war für die Ausarbeitung der neuen Verfassung des Landes verantwortlich und bat um Stellungnahmen, unter anderem zur Frage der unterschiedlichen Nationalsymbole Südafrikas. Es gingen 118 Anträge zugunsten der neuen Flagge ein und 35 forderten die Änderung der neuen Flagge. Anschließend wurde am 28. September 1995 beschlossen, die Flagge nicht zu ändern, und sie wurde als Anhang 1 in den Verfassungsentwurf eingetragen; diese Verfassung erlangte am 4. Februar 1997 Rechtswirksamkeit.

## Flaggengebrauch

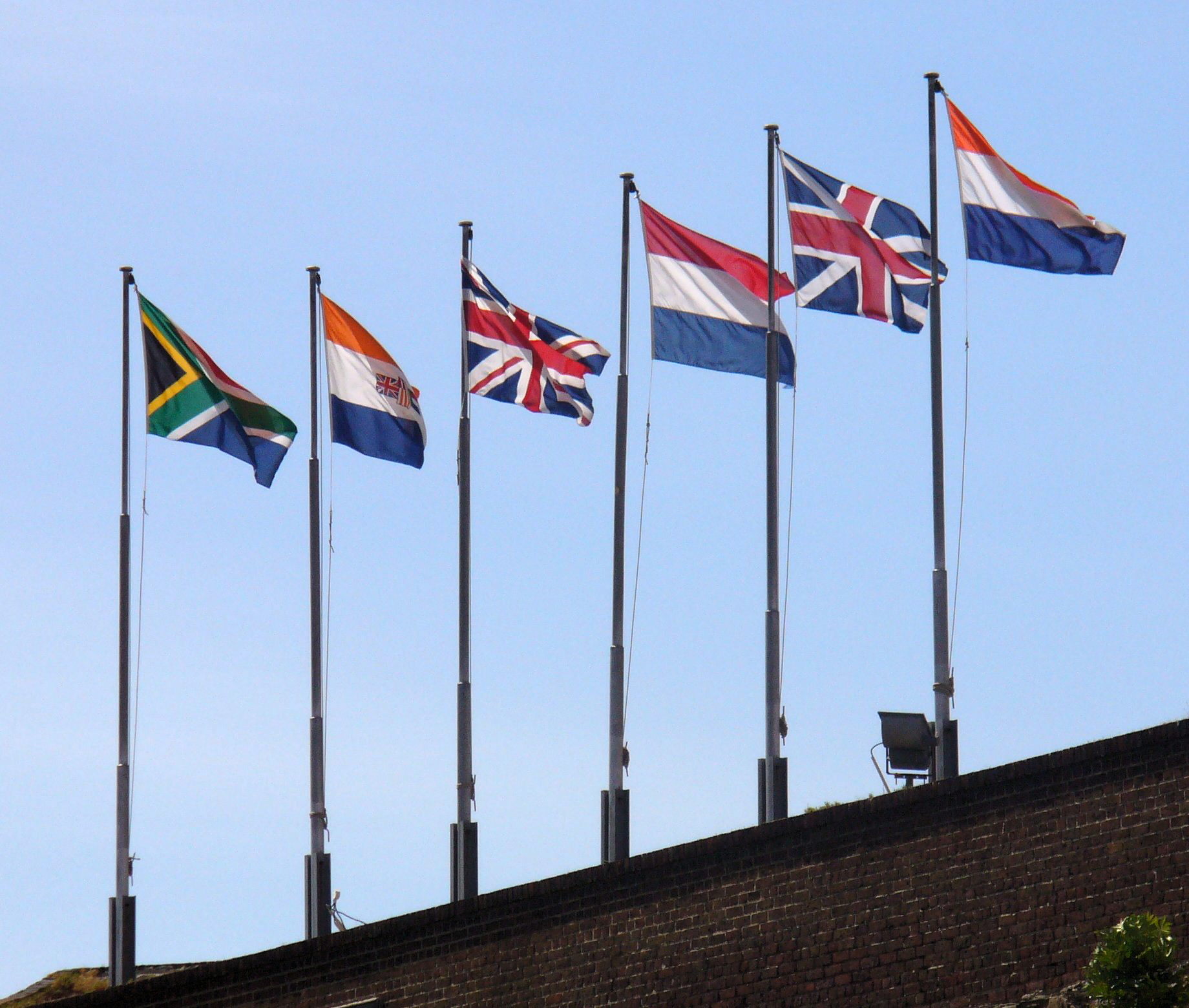
Die aktuelle und die fünf früheren Flaggen Südafrikas auf dem Castle of Good Hope (von links nach rechts; die Flaggen wurden inzwischen entfernt): die heutige Flagge Südafrikas seit 1994, die frühere Flagge Südafrikas (1928–1994), der Union Jack (1806–1928), die Flagge der Niederlande (1803–1806), die Flagge Großbritanniens (1795–1803) und die Niederländische Prinzenflagge (1652–1795)

Horizontaler und vertikaler Gebrauch der Flagge Südafrikas

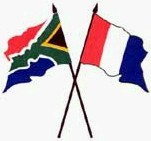
Gebrauch der südafrikanischen Flagge zusammen mit der eines anderen Landes

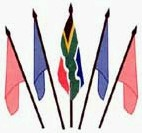
Platzierung der Flagge Südafrikas zusammen mit anderen Flaggen

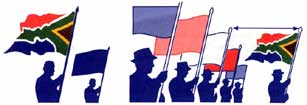
Gebrauch der südafrikanischen Flagge bei einer Parade

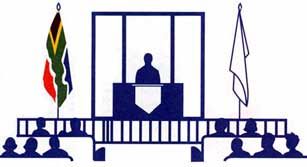
Platzierung der südafrikanischen Flagge in Innenräumen

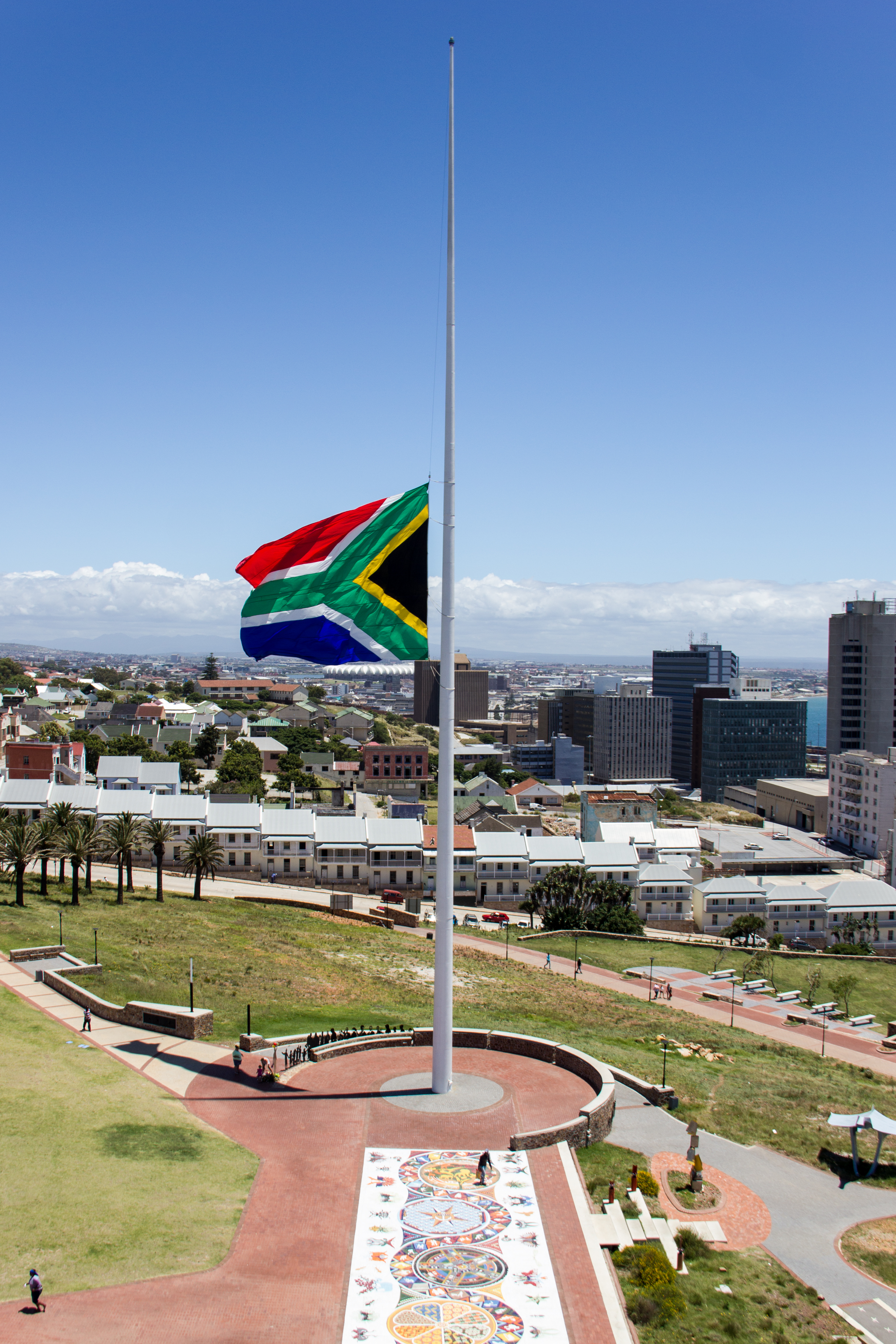
Die südafrikanische Flagge weht während der Gedenkfeierlichkeiten für Nelson Mandela am 12. Dezember 2013 in Port Elizabeth auf halbmast. Der Flaggenmast gilt als der höchste in Afrika und die Flagge als größte Flagge Südafrikas weltweit.

Das Protokoll für die Verwendung der südafrikanischen Flagge wurde kurz vor ihrer Annahme im Jahr 1994 herausgegeben. Dies bestimmt die Verwendung der Flagge in Südafrika. Die Regeln für die Verwendung der Flagge außerhalb der Grenzen Südafrikas werden durch den Ort bestimmt, an dem die Flagge verwendet wird.

### Korrekter Gebrauch der Flagge
Die Regierung Südafrikas hat in der Government Notice 510 vom 8. Juni 2001 (In: Staatskoerant / Government Gazette Nr. 22356) Richtlinien für einen korrekten Gebrauch der Flagge an allen öffentlichen Fahnenmasten veröffentlicht. Diese Regeln gelten innerhalb Südafrikas nur für Fahnenmasten von öffentlichen Einrichtungen und nicht für die allgemeine Öffentlichkeit.
Die Southern African Vexillological Association (SAVA), eine inoffizielle Vereinigung zur Flaggenkunde, veröffentlichte 2002 ihre eigene Anleitung für einen korrekten Gebrauch der Flagge. Dieser Leitfaden hat keine offizielle Autorität, wurde jedoch unter Berücksichtigung allgemein anerkannter Kennzeichnungsetiketten und -prinzipien erstellt.

### Respekt vor der Flagge
Die südafrikanischen Gesetze schreiben vor, dass die Flagge allzeit mit Würde und Respekt zu behandeln ist. Die Verordnungen, die die Benutzung der Flagge betreffen, wurden erst einige Tage, bevor die Flagge offiziell angenommen wurde, veröffentlicht. Amtliche Verordnungen regeln unter anderem, dass die Flagge den Boden niemals berühren darf, sie nicht als Tischdecke oder Vorhang missbraucht werden und keine Statuen, Gedenktafeln, Gedenksteine etc. bei Eröffnungen oder ähnlichen Zeremonien verhüllen darf. Weiterhin darf sie nicht als Start- oder Zielflagge in Wettbewerben, Rennen oder ähnlichen Anlässen, zur Herstellung und Gebrauch als Unterwäsche, Bade- oder Bodenmatte oder einer ähnlichen Verwendung benutzt werden. Außerdem ist der Gebrauch in der kommerziellen Werbung verboten, wenn diese die Flagge entstellt oder respektlos erscheinen lässt. Für die Herstellung und Wiedergabe der Flagge in jeglicher Form ist die Erlaubnis des Präsidenten von Südafrika erforderlich.

### Traditionelle Flaggenregeln
Es gibt eine Reihe von traditionellen Regeln für die Verwendung und Darstellung der Flagge, die zu beachten sind. Die amtlichen Traditionen besagen, dass die Flagge zu Tagesbeginn gehisst und wieder vor oder beim Sonnenuntergang eingeholt wird. Nachts weht die Flagge nicht, außer wenn sie angemessen beleuchtet wird. Diese Regeln haben in Südafrika noch bis heute Gültigkeit für alle Beflaggungsstandorte, während die Flagge sonst außerhalb dieses Einflussbereichs meist rund um die Uhr gehisst bleibt. Die Flagge soll zudem schnell gehisst und in zeremonieller Art eingeholt werden. Weiterhin soll jede Person, die beim Hissen oder Einholen der Flagge zufällig zugegen sein sollte, ihre bisherige Tätigkeit einstellen, stehenbleiben und sich für die Dauer der Zeremonie respektvoll der Flagge zuwenden. Kopfbedeckungen sollen abgenommen und zur Grüßung der Flagge in der rechten Hand über dem Herzen gehalten werden. Uniformierte Personen sollen eine Haltung annehmen, wie sie in ihren Dienstvorschriften beschrieben ist. Die Flagge soll niemals auf dem Kopf dargestellt oder gehisst werden, da dies das traditionelle Zeichen von Notlagen ist.
Bei waagerechter Darstellung befindet sich das schwarze Dreieck links und der rote Streifen oben. Im Falle der senkrechten Darstellung wird die Flagge nicht nur einfach um 90° gedreht, sondern zudem noch gespiegelt. Bei der südafrikanischen Flagge befindet sich dann das schwarze Dreieck oben und der rote Streifen links. Es stellt eine Herabwürdigung dar, wenn die Flagge ausgefranst oder verschmutzt ist. Dies gilt auch für die Flaggenmasten, welche immer in einem ordentlichen Zustand sein sollten. Die Flagge darf außerdem keinesfalls durch Texte auf ihr verunstaltet werden.
Offizielle Beflaggungsstandorte sind:
- Parlamentsgebäude in Kapstadt
- Union Buildings in Pretoria
- Tuynhuys und 120 Plein Street in Kapstadt
- Büros der Premierminister der neun Provinzen
- alle Gerichtsgebäude Südafrikas
- alle internationalen und nationalen Flughäfen in Südafrika
- solche anderen Hauptgebäude, in denen die Außenministerien untergebracht sind, oder jedes andere vom Präsidialamt festgelegtes Gebäude
- Beflaggungsstandorte der South African National Defence Force, wie sie in den Permanent Force Regulations festgelegt sind
- die wichtigsten Zollgebäude in der Republik Südafrika und an ihren Außengrenzen
- Schiffe unter südafrikanischer Flagge, in Übereinstimmung mit den Bestimmungen der Sektion 65 des Merchant Shipping Act, 1951 (Act 57 of 1951)
- alle Polizeistationen in Südafrika
- alle Auslandsvertretungen der Republik Südafrika

### Darstellung mit anderen Nationalflaggen
Wenn die Flagge im Außenbereich mit anderen Nationalflaggen zusammen gezeigt wird, müssen mehrere Vorschriften beachtet werden. Die südafrikanische Flagge befindet sich am äußersten rechten Rand (vom Betrachter aus links gesehen). Die weiteren Nationalflaggen werden von rechts nach links in alphabetisch aufsteigender Reihenfolge des Landesnamens angebracht. Diese sollten alle etwa gleich groß sein, allerdings darf keine größer als die südafrikanische Flagge sein. Weiterhin hat jede Flagge ihren eigenen Mast, keine Flagge darf sich über einer anderen Flagge am gleichen Mast befinden. Die Flagge Südafrikas muss immer als erste gehisst und als letzte eingeholt werden. Bei gekreuzten Flaggenmasten befindet sich die südafrikanische Flagge entweder vorne oder auf der rechten Seite (vom Betrachter gesehen links).

### Darstellung mit sonstigen Flaggen
Falls die südafrikanische Flagge mit anderen Flaggen (z. B. Werbe- oder Firmenflaggen) gemeinsam präsentiert wird, ist es Vorschrift, dass die Nationalflagge sich entweder vorne oder vom Betrachter aus gesehen links befindet. Bei einer Gruppe von Flaggenmasten muss die südafrikanische Flagge die größte sein oder der Flaggenmast sich vor der Gruppe befinden. Sollten die Flaggen übereinander an einem Flaggenmast angebracht sein, so muss sich die Nationalflagge über den anderen Flaggen befinden. Bei einem Umzug mit anderen Flaggen muss die Nationalflagge an der Spitze des Zuges geführt werden. Sollten die Flaggen zu beiden Seiten des Umzuges geführt werden, ist die südafrikanische Flagge an der rechten Seite des Zuges zu tragen.

### Darstellung der Flagge in Gebäuden
In jedem Falle ist bei der Darstellung der Nationalflagge innerhalb von Gebäuden die rechte (vom Betrachter aus linke) Seite zu wählen, da rechts als die autoritäre Seite gilt. Somit muss sie immer an der rechten Seite eines Redners platziert sein oder, falls dies nicht möglich ist, auf der rechten Seite des Publikums. Bevorzugt sollte die Nationalflagge vollständig ausgebreitet mit dem roten Streifen oben dargestellt werden. Bei vertikaler Aufhängung an der Wand hinter dem Rednerpult ist darauf zu achten, dass sich das schwarze Dreieck oben und der rote Streifen links befindet.

### Halbmast
Das Setzen auf halbmast als Trauerzeichen darf nur auf Anweisung des Präsidenten vorgenommen werden. Er gibt auch das Ende der Trauerzeit vor. Falls die Flagge auf halbmast gezogen werden soll, wird die Flagge zuerst voll gehisst und anschließend langsam auf halbe Höhe eingeholt. Bei Einholung kurz vor Sonnenuntergang oder zu einem anderen Anlass wird die Flagge zuerst wieder voll gehisst und dann vollständig eingeholt. Sonstige Flaggen (wie Firmenflaggen) werden während der Trauerzeit nicht auf halbmast gehisst, sondern bleiben stets voll gehisst.

### Außerdienstnahme
Wenn die Flagge durch Verschleiß keine Verwendung mehr finden kann, sollte sie in einer angemessenen Form entsorgt werden. Die bevorzugte Methode ist das Verbrennen.

## Schriftzeichen
Im Unicode-Standard kann die Flagge als Kombination der Regionalindikatoren 🇿 (Codepoint im Unicodeblock Zusätzliche umschlossene alphanumerische Zeichen) und 🇦 dargestellt werden: 🇿🇦.